# آنا هیکمن
آنا هیکمن (به انگلیسی: Ana Hickmann) (زاده ۱ مارس ۱۹۸۱) مدل برزیلی است.